# Éric-Julien Rakotondrabe
Éric-Julien Rakotondrabe (ur. 1 grudnia 1980 w Antananarywie) – madagaskarski piłkarz grający na pozycji środkowego pomocnika.